# Кузів Оксана
Оксана Кузів (нар. 10 березня 1970, м. Бурштин, Івано-Франківська область) — українська письменниця, поетеса, журналістка. Член Національної спілки журналістів України (2013). Дружина Богдана, матір Ореста-Василя Кузівих.

## Життєпис
Оксана Кузів народилася 10 березня 1970 року в місті Бурштині, нині Бурштинської громади Івано-Франківського району Івано-Франківської области України.
Закінчила Львівський державний університет (спеціальність — викладач української мови та літератури). Працювала літературним редактором газети «Салон-плюс», коректором обласних газет «Івано-Франківський оглядач» та «Вечірній Івано-Франківськ», журналісткою Богородчанської районної газети «Слово народу».

## Доробок
Авторка книг «Адамцьо» (2014, повість), «В закапелках душі» (2015, поезії), «Назови мене своєю» (2016, проза), «ЩЕмить» (2017, роман), «Задивлена в небо» (2018, поезії), «Собача любов» (2018, роман), «Єнчий світ» (2019, проза), «Прозріння» (2020, поезії), «Мереживо долі» (2020, мала проза), «Мешти для Ганнусі» (2020), «БезсмертіЄ» (2023, казка для дорослих).

### Адамцьо
2014 року повість «Адамцьо» Оксани Кузів стала «Книгою року у молоді Прикарпаття», а 2015-го — потрапила в список 80 найкращих книжок України за останнє десятиліття за рейтингом «Україна читає дітям». У 2016 році її інсценізував Вигодський народний аматорський театр (режисер Богдан Мельник; с-ще Вигода Калуського району). За виставу «Адамцьо» театр здобув гранпрі XXI Всеукраїнського фестивалю театрального мистецтва (м. Очаків, Миколаївська область).

### Назови мене своєю
2016 року друга її прозова збірка «Назови мене своєю» увійшла в топ-5 найбільш читабельних книг на Book Forum Lviv. Твір письменниці «Таїнство» зі згаданої книги також є однойменною виставою Вигодського народного аматорського театру (режисер Богдан Мельник). За гостроту і злободенність тематики у виставі театр отримав нагороду від української акторки Римми Зюбіної на 6-му Міжнародному фестивалі українського театру «Схід-Захід» (2019, м. Краків, Польща).

## Нагороди
- Міжнародна літературно-мистецька премія імені Пантелеймона Куліша (2022) — за книжки прози «Адамцьо», «Назови мене своєю», «ЩЕмить», «Собача любов», «Єнчий світ», «Мешти для Ганнусі»[11];
- Івано-Франківська міська премія імені Івана Франка в галузі літератури та журналістики (2023) — за збірку малої прози «Мереживо долі»[12].

### Відеофрагменти
- О. Кузів. Адамцьо. Аудіокнига. Читає Оксана Латишевська на YouTube // Audio Book. — 2018. — 25 листопада.
- Про 98 тюльпанів у квітнику Оксани Кузів у програмі «Насправді» з Н. Романовською на YouTube // Телерадіокомпанія Вежа. — 2021. — 26 листопада.
- Люди Прикарпаття: історії, що надихають — письменниця Оксана Кузів на YouTube // Прикарпатська інформаційна корпорація. — 2021. — 30 квітня.
- Життєва історія відомої письменниці та поетеси Оксани Кузів на YouTube // Журнал Слово. — 2019. — 21 травня.
- Інтерв'ю: творчий щем душі Оксани Кузів на YouTube // Золочів.Нет. — 2019. — 12 березня.
- Навзаєм. Оксана Кузів. Травень 2023 на YouTube // Івано-Франківське обласне телебачення «Галичина». — 2023. — 4 травня.
- Говорить ІФ Оксана Кузів на YouTube // Проекти ТРК Карпати. — 2016. — 23 грудня.
- Ранок-панок. Оксана кузів. Роман «ЩЕмить» на YouTube // Івано-Франківське обласне телебачення «Галичина». — 2017. — 6 жовтня.
- Ранок-панок. Оксана Кузів про творчі доробки та плани на YouTube // Івано-Франківське обласне телебачення «Галичина». — 2017. — 22 червня.
- Літературна світлиця — Оксана Кузів на YouTube // ТРК РАІ. — 2014. — 22 липня.
- Світлиця Надії. Оксана Кузів на YouTube // Івано-Франківське обласне телебачення «Галичина». — 2020. — 12 червня.
- Ранкові читання. Оксана Кузів на YouTube // Суспільне Івано-Франківськ. — 2021. — 21 березня.
- Передача. Радіо «Новий двір» на YouTube // Інформ Дайджест. — 2020. — 16 грудня.
- Вистава «Адамцьо» від Вигодського народного театру на YouTube // Суспільне Івано-Франківськ. — 2016. — 4 квітня.
- В смт Вигода відбулась прем'єра драми «Таїнство» за однойменною повістю Оксани Кузів на YouTube // Телеканал CiTiVi. — 2017. — 23 лютого.